# Dúbravica
Dúbravica (allemand : Dubrawitza ,hongrois : Dubravica) est un village de Slovaquie situé dans la région de Banská Bystrica.

## Histoire
Première mention écrite du village en 1400.

## Démographie

### Évolution de la population
| Année:               | 1994. | 2004.    | 2014.   | 2024.   |
| -------------------- | ----- | -------- | ------- | ------- |
| Nombre de personnes: | 328   | 365      | 395     | 408     |
| Différence:          |       | +11,28 % | +8,21 % | +3,29 % |

| Année:               | 2023. | 2024.   |
| -------------------- | ----- | ------- |
| Nombre de personnes: | 401   | 408     |
| Différence:          |       | +1,74 % |